# 陆河县
陆河县隶属广东省汕尾市，位于中国广东省东部沿海和兴梅山区之间。东北与揭西县相邻，西有海丰县、惠东县、紫金县，南连陆丰市，北靠五华县，东南与普宁市接壤。1988年1月经国务院批准而设立。2004年被“中国特产之乡推荐暨宣传活动组委会”评定为“中国青梅之乡”，2006年，“陆河青梅”被列入中国国家地理标志保护产品。2019年6月26日，中国气象学会农业气象与生态气象学委员会授牌陆河县“中国生态养生之乡”。縣人民政府駐河田镇朝陽路。
2017年，全县总人口35万余人，绝大部分使用海陆腔客家语，只有新田镇横陇村使用闽南语。陆河县是著名的侨乡。

## 历史沿革

### 古代
陆河在春秋战国时为百越地，秦始皇三十三年（前214年）属南海郡之博罗县。
晋咸和六年（331年）析博罗置海丰县而属海丰。清雍正九年（1731年）年析海丰之吉康、坊廊、石帆三都置陆丰县属陆丰。

### 中华人民共和国时期
1949年后，先后隶属粤东行署、汕头专区、惠阳专区。
1988年1月7日，经国务院批准，析原陆丰县的河口、河田、东坑、水唇、新田、螺溪、上护、南万8个乡镇和吉溪林场设立陆河县。3月29日，中共陆河县委、陆河县人民政府正式挂牌成立。

## 行政区划
陆河县下辖8个镇：
河田镇、水唇镇、河口镇、新田镇、上护镇、螺溪镇、东坑镇和南万镇。

## 人口
河田有罗、孔、彭、葉、朱等姓。
新田有郭、江、楊、葉等姓。
河口有朱、陈、李等姓。
上護有黃、劉等姓。
水唇 (崙嶺) 有罗、柯、蘇、李、何、余、范、彭、鄭、賴等姓。
東坑 (吉溪) 有彭、廖、陳、李、唐等姓。
螺溪主要是葉姓、罗姓，過去有游、杜、周、鄭、丘、溫、歐等姓，現以葉姓為主，上祠是葉梅友派，中祠是葉梅實派，下祠是葉德戚派。
根據第七次全国人口普查數據，截至2020年11月1日零時，陸河縣常住人口為249242人。

## 气候
陆河县属亚热带季风气候，气候温和，雨量充沛，日照充足，年均气温21.5℃，年均降雨量2324mm，日照时数2138小时，无霜期350天以上。

## 交通
- 甬莞高速、 梅汕高速、 235国道过境。

## 资源
陆河县自然资源丰富。
矿产资源
有矿泉水、花岗石、高岭土、稀土等非金属和锡、锌、铅、钛、钾长石、石英石等金属矿。花岗岩品种达30种，储量2700万m3
土产资源
森林蓄积量11.85万m3。松林面积3万公顷，年可产松脂7000t；土特产有柿饼、香菇、青梅、黄榄、油柑、芒果、荔枝、龙眼等。
水能资源
螺河和榕江两大水系。螺河发源于陆河县的螺溪溪镇，原名罗河。其中在陆河境内主要支流有螺溪，南北溪，新田河，为陆河县第一大河。榕江发源于陆河县东坑镇。
地热资源
地表温泉遍布，蕴藏量大，温度高，有“泉乡”之称。

## 经济
2018年陸河县实现地区生产总值802368万元人民幣，比增18％。三次产业结构比为13.8：38.6：47.6。2018年全县人均地区生产总值为27473元。城镇登记失业人员1642人。农林牧渔业总产值189886万元。全年完成公共财政一般预算收入34387万元。

## 教育
陸河縣有河田中學、河口中學、水唇中學、陸河中學、陸河外國語學校五所高中。

## 特产
陆河青梅、陆河木瓜：中国地理标志产品。陆河是中国著名的“青梅之乡”，所产青梅质量极佳。